# 万里堂東湖
万里堂 東湖（ばんりどう とうこ、生没年不詳）とは、江戸時代の浮世絵師。

## 来歴
出自・経歴は一切不明。出光美術館所蔵の「立姿美人図」（紙本着色）に「万里堂東湖畫之」の落款と「□東湖叛」という白文重郭方印があることにより、この絵の作者とされている。画風は懐月堂派風の美人画である。ただし画面が随分焼けて茶色がかっており、補彩の手が加わっていると見られる。享保の頃の人物とされ、この「立姿美人図」のほかに作は知られない。『出光美術館蔵品図録　肉筆浮世絵』は「さほど名筆の人とは思われない」と評している。